# Hendersonjufferduif
De hendersonjufferduif (Ptilinopus insularis) is een vogel uit de familie Columbidae (duiven). De wetenschappelijke naam van de soort werd als Ptilopus insularis in 1908 gepubliceerd door Alfred John North. Het is een door habitatverlies kwetsbaar geworden vogelsoort die alleen voorkomt op het onbewoonde eiland Henderson in de Grote Oceaan. 

## Kenmerken
De vogel is 22 cm lang. Een opvallend kenmerk is de rode vlek op het voorhoofd, met rond deze vlek een goudgeel randje. De vogel is overwegend grijs en  olijfgroen. De kop, nek en rug zijn blauwgrijs, de vleugels zijn groen met gele randen aan de veren. De snavel is geelgroen en de poten zijn oranjerood evenals de ogen.

## Verspreiding en leefgebied
Deze soort is endemisch op Henderson, een onbewoond opgeheven atol binnen de Pitcairneilanden. Het leefgebied is het bos waarmee het binnenland van het eiland begroeid is. Daar leeft de vogel van vruchten en bessen.

## Status
De hendersonjufferduif heeft een beperkt verspreidingsgebied en daardoor is de kans op uitsterven aanwezig. De grootte van de populatie werd in 2022 door BirdLife International geschat op 3000 tot 4000 individuen en de populatie-aantallen zijn waarschijnlijk stabiel. Op het eiland zijn Polynesische ratten die echter geen direct effect op het broedsucces van deze jufferduif hebben. Onbewoonde eilanden zijn echter kwetsbaar voor ecologische gevolgen op de lange termijn doordat ratten verjonging van het bos kunnen tegenhouden. Verder bestaat er altijd de kans dat andere invasieve dier- en plantensoorten via (vaak illegale) aanlandingen het eiland bereiken. Om deze redenen staat deze soort als kwetsbaar op de Rode Lijst van de IUCN.